# Information scientifique et technique
Pour les articles homonymes, voir IST et Information scientifique.
L’information scientifique et technique (IST) regroupe l'ensemble des informations produites par la recherche et nécessaires à l'activité scientifique comme à l'industrie. L'expression « information spécialisée » est parfois utilisée en synonyme. 
L'IST est notamment utilisée pour dresser un état de l'art, ou dans la veille technologique.
En France, depuis les années 1970, plusieurs entités ont intégré les termes « information scientifique et technique » dans leurs sigles, telles que : 
- le Bureau national de l'information scientifique et technique (BNIST),
- la Mission interministérielle de l’information scientifique et technique (MIDIST), de 1979 à 1985,
- les Unités régionales de formation à l'information scientifique et technologique (URFIST), depuis 1982,
- les Centres d'acquisition et de diffusion de l'information scientifique et technique (CADIST), de 1983 à 2017[3],
- l'Institut de l'information scientifique et technique du CNRS (INIST-CNRS), depuis 1988,
- Information scientifique et technique d'excellence (ISTEX), depuis 2011.